# Escuintla (miasto)
Escuintla – miasto w południowej Gwatemali, nad rzeką Guacalate, 55 km na południe od stolicy kraju – miasta Gwatemala, ośrodek administracyjny departamentu Escuintla. Miasto leży w dolinie otoczonej przez trzy czynne wulkany Pacaya, Agua i Acatenango. Według danych szacunkowych w 2012 roku liczba ludności miasta wyniosła 166 830 mieszkańców.

## Gmina Escuintla
Jest siedzibą władz gminy o tej samej nazwie, która w 2012 roku liczyła 153 131 mieszkańców. Gmina jak na warunki Gwatemali jest średniej wielkości, a jej powierzchnia obejmuje 332 km².

## Gospodarka
W mieście rozwinął się przemysł włókienniczy oraz spożywczy.

## Sport
W latach 2015–2016 w mieście funkcjonował klub piłkarski Escuintla-Heredia.